# University Kansai
University Kansai（ユニバーシティ カンサイ）は、関西地区の大学で選ばれたミスキャンパスの中から、No.1を決定するコンテストである。

## 内容
「University Kansai」そのものは、2008年と後述の2014年の2回開催されたが、関西の大学に通う女子学生のミスキャンパス各賞受賞者を対象としたミス・コンテスト自体は1999年に始まり、2009年まで毎年のように開催された。2010年以降はあまり開催されてはいない。一時はタレントを輩出する程の大会規模であった。
開始から2007年までは関西学生広告連盟主催による「ミスキャンパスKANSAI」として開催。2008年には関西マーケティング学生連合が主催する「University Kansai」に衣替えした。さらに、2009年は「Kiraria Campus Queen」と再びタイトルを変え、ファッションイベントとして有料化するなど企業とのタイアップによる規模拡大を図る。しかし皮肉にも、この大会をもって中止に追い込まれた。
2014年に「University Kansai実行委員会」によって再度復活を果たす。イベントの趣旨を、「関西のミスコンを盛り上げる為」とし、多様化する関西のミスコンテストを集結させてイベントを開催。委員会は5人に満たない学生と、支援を行った関係者によって実施された。後に日本経済新聞のデジタル版に同大会を紹介する記事が掲載され、反響を生んだ。

## 歴代受賞者
2002年度（12月8日開催、ミスキャンパスKANSAI '02）
- グランプリ/吉村美香（同志社大学）
- 準グランプリ/吉田亜希子（龍谷大学）

入賞者2名は、ミスオールキャンパスに出場。吉村美香が準グランプリを受賞。
2003年度（12月7日開催、ミスキャンパスKANSAI 2003）
- グランプリ/西村美咲（立命館大学）
- 準グランプリ/高桑優（大阪経済法科大学）

入賞者2名は、Miss of Miss Campus Queen Contestに出場。
2004年度（12月5日開催、ミスキャンパスKANSAI 2004）
- グランプリ/大西真由（近畿大学）
- 準グランプリ/丸谷泰世（同志社大学）
- 審査員特別賞/大内香織（関西外国語大学）
- アイラブブランド賞/西里花（甲南大学）

入賞者3名は、Miss of Miss Campus Queen Contestに出場。西里花が審査員特別賞を受賞。
2005年度（12月4日開催、ミスキャンパスKANSAI 2005）
- グランプリ/高田裕美（同志社大学）
- 準グランプリ/久保典子（近畿大学）
- ミス学生新聞/関口藍子（神戸学院大学）

入賞者3名は、Miss of Miss Campus Queen Contestに出場。久保典子が準グランプリを受賞。
2006年度（12月3日開催、ミスキャンパスKANSAI 2006）
- グランプリ/荒浜由佳（京都市立看護短期大学）
- 準グランプリ・審査員特別賞/柳川真菜（同志社女子大学）

グランプリ受賞者は、Miss of Miss Campus Queen Contest本選に出場。
2007年度（12月2日開催、ミスキャンパスKANSAI 2007）
- グランプリ/各務恵理菜（京都女子大学）
- 準グランプリ/青山真由子（同志社女子大学）
- 関西学生広告連盟特別賞/長谷川純子（神戸女学院大学）

上位2名は、Miss of Miss Campus Queen Contest本選に出場。青山真由子が京都きもの友禅賞を受賞。この回から、優秀者はファンタスタープロモーションに所属し、デビューする特典を与えられるが、上位2名は辞退している。
2008年度（12月23日開催、University Kansai 2008）
- グランプリ/佐藤友梨（関西大学）
- 準グランプリ/斎藤夏美（龍谷大学）
- 審査員特別賞/浜田真里（桃山学院大学）

この回から、University Kansaiとなる。
2009年度（12月12日開催、Kiraria Campus Queen 2009）
- グランプリ/倉野英里香（近畿大学）
- 準グランプリ/伍友敏（関西外国語大学）

この回から、Kiraria Campus Queenとなる。
2014年度（1月11日開催）
- グランプリ/渡邊みさき（同志社女子大学）
- 準グランプリ/千葉さらら（立命館大学）

2015年度（3月7日開催）
- グランプリ/馬場悠（立命館大学）
- 準グランプリ/近江葉月（同志社大学）

2016年度（1月26日開催）
- グランプリ/木岡真理奈（大阪府立大学）
- 準グランプリ/大野綾子（関西学院大学）

## 本コンテスト出身の有名人
- 西村美保（1999年度グランプリ、ミス神戸女学院大学）元タレント
- 柳川真菜（2006年度準グランプリ・審査員特別賞、ミス同志社女子大学）吉本興業所属
- 各務恵理菜（2007年度グランプリ、ミス京都女子大学）元松竹芸能所属
- 青山真由子（2007年度準グランプリ、ミス同志社女子大学）「新説!?日本ミステリー」(テレビ東京）出演
- 長谷川純子（2007年度関西学生広告連盟特別賞、ミス神戸女学院）元ファンタスタープロモーション所属
- 牛田茉友（2007年度出場、ミス大阪大学）NHKアナウンサー
- 斎藤夏美（2008年度準グランプリ、ミス龍谷大学） インセント所属
- 市場里奈（2015年度ファイナリスト、2014年度関西大学準グランプリ）テレビ新広島アナウンサー
- 木岡真理奈（2016年度グランプリ、2015年度大阪府立大学ファイナリスト）テレビ高知アナウンサー